# Grzegorz Korcz
Grzegorz Henryk Korcz (ur. 9 maja 1946 roku w Środzie Wielkopolskiej) – polski koszykarz, wielokrotny reprezentant kraju, olimpijczyk, wychowanek AZS Poznań. 

## Kariera
W latach 1967–1973 występował w reprezentacji narodowej. Rozegrał w niej 196 spotkań, zdobywając 1473 punkty. W tym czasie był dwukrotnie powoływany na igrzyska olimpijskie (1968, 1972), oraz czterokrotnie na mistrzostwa Europy (1967, 1969, 1971, 1973). Podczas swojego debiutu w europejskim czempionacie (1967) wywalczył brązowy medal. Po zakończeniu kariery w Polsce grał jeszcze przez kilka sezonów we Francji, pracował tam także jako trener.
Został powołany do reprezentacji gwiazd Europy na Festiwal FIBA w 1971 roku. Wraz z Edwardem Jurkiewiczem, pod wodzą trenera Witolda Zagórskiego rozegrali spotkanie z reprezentacją Włoch, pokonując ją 96 - 64.
Przez wiele lat mieszkał we Francji, następnie powrócił do Polski.

## Osiągnięcia
Reprezentacyjne
- Brązowy medalista mistrzostw Europy (1967)
- Zwycięzca turnieju o Wielką Nagrodę Sofii (1967)
- Uczestnik:
  - igrzysk olimpijskich (1968 Meksyk, 1972 - Monachium)
  - mistrzostw Europy (1967, 1969, 1971, 1973)
  - Interkontynentalnego Pucharu FIBA (1972 – 4. miejsce)[2]

Klubowe
- Mistrz:
  - Polski (1970)
  - III ligi francuskiej (1978)
- Brązowy medalista mistrzostw Polski (1971)
- 2-krotny finalista pucharu Polski (1971, 1972)
- Awans do I ligi z AZS-em Poznań (1964) i Legią Warszawa (1973)

Indywidualne
- reprezentował barwy Gwiazd Europy w spotkaniu przeciw reprezentacji Włoch, na Festiwalu FIBA w 1971 roku

Odznaczenie
- Brązowy Medal za Wybitne Osiągnięcia Sportowe – dwukrotnie (w tym 1967)[3]